# Giovanna Reynaud
Giovanna Reynaud (Guadalajara, Jalisco, México, 16 de julio de 1997) es una actriz, cantante y modelo mexicana, conocida por sus interpretaciones  de Gala en la serie original de Disney  Jungle Nest (2016) y Emilia en la telenovela mexicana Soy Luna de Disney Channel (2017-2018).

## Vida y carrera
Estudió teatro en el Broadway Teachers Workshop en Nueva York y se especializó en actuación, canto, modelaje, jazz y hip hop en el Instituto de Formación en Arte Teatral de México. Desde entonces ha desempeñado diversos papeles en obras de teatro y musicales infantiles en su país natal, entre los que destacan Enredados como Rapunzel, Tarzán como Jane y La princesa y el sapo como Charlotte. Además, realizó comerciales para televisión y participó en videos musicales de reconocidas bandas mexicanas.
En 2016, viajó a Argentina para participar en la serie Jungle Nest de Disney XD, su debut en televisión. Reynaud interpretó al personaje de Gala. En el 2017, se unió a la segunda temporada de la telenovela juvenil argentina de Disney Channel Latinoamérica Soy Luna como Emilia en un papel recurrente. Fue ascendida a un personaje regular para la tercera temporada y participó en la gira de despedida Soy Luna en Vivo.
En 2021 participó en la película El rey de todo el mundo, rodada en 2019 y dirigida por Carlos Saura. Además, se anunció su incorporación para la nueva serie de Disney+ Papás por encargo como personaje secundario.

## Vida personal
Comenzó una relación en 2018 con el coprotagonista de Soy Luna, Pasquale Di Nuzzo. El 20 de junio de 2020, anunciaron que estaban comprometidos. Se casaron en La Cima del Copal en Jalisco, México el 29 de agosto de 2020.

## Filmografía

### Series
| Año       | Título            | Papel            | Difusión       | Notas                        |
| --------- | ----------------- | ---------------- | -------------- | ---------------------------- |
| 2016      | Jungle Nest       | Gala             | Disney XD      | 26 episodios                 |
| 2017–2018 | Soy Luna          | Emilia Mansfield | Disney Channel | 70 episodios (temporada 2-3) |
| 2022      | Papás por encargo | Denisse          | Disney+        | 8 episodios                  |
| 2022      | Donde hubo fuego  | Mayte            | Netflix        | 23 episodios                 |

### Cine
| Año  | Título                                | Papel           | Director         |
| ---- | ------------------------------------- | --------------- | ---------------- |
| 2021 | El rey de todo el mundo               | Julia           | Carlos Saura     |
| 2023 | Hasta la madre del Día de las Madres  | Sofía San Román | Javier Colinas   |
| 2023 | Hasta la madre del Día de los Muertos | Sofía San Román | Javier Colinas   |
| 2024 | La Madre                              | Eva             | Mitchell Altieri |
| 2024 | Hasta la madre de la Navidad          | Sofía San Román | Javier Colinas   |

## Premios y nominaciones
| Año  | Premiación                  | Categoría   | Resultado |
| ---- | --------------------------- | ----------- | --------- |
| 2016 | Kids Choice Awards Colombia | Jungle Nest | Nominada  |
| 2018 | Kids Choice Awards México   | Soy Luna    | Ganadora  |

## Giras
- Soy Luna: En vivo (2018)